# Motilleja
Motilleja község Spanyolországban, Albacete tartományban. Lakosainak száma 668 fő (2024).

## Földrajza
Motilleja Madrigueras, Mahora és Albacete községekkel határos.

## Népesség
A település lakosságának változását az alábbi diagram mutatja:
| Lakosok száma | 508  | 535  | 535  | 585  | 600  | 563  | 550  | 571  | 605  | 668  |
|               | 2001 | 2004 | 2006 | 2009 | 2011 | 2014 | 2016 | 2019 | 2021 | 2024 |